# ヒイロガサ
ヒイロガサ(Hygrocybe punicea)はハラタケ目、ヌメリガサ科、アカヤマタケ属の菌類。英語ではCrimson Waxy CapやScarlet Waxy Cap等と呼ばれることもある。北ヨーロッパを中心に見つかっている。当初はHygrophorus puniceusの名で記載され、属内で最大の種であった。

## 特徴
子実体は夏～秋に発生し、子実体は、粘性のある大きい傘をもち、初期は釣鐘型をしており、時間がたつにつれ平たくなっていく。大きさは4〜10cmであり、色は名のとおり緋色から暗赤色の色で、傘は初め濃い血赤色だが、次第に色あせて赤色っぽくなる。
襞は厚めですきまが大きい。色は黄色っぽい橙色である。胞子紋の色は白。
柄はつばなどの構造がなく、長さは5〜9cm、幅は2cm程度。柄には赤色の繊維紋があることが特徴する。赤から白っぽい黄色、白褐色に近い色になる。表面に繊維のような線が見られる。肉は白っぽい色をしている。

## 分布・生息地
北半球に広く分布しする。草地や林地に群生し、ヨーロッパでは草地に良く見られ、北アメリカでは森に見られる。

## 食用
ヒイロガサはヨーロッパで可食であると記録されており、北アメリカでは逆に食用でないと記録されている。味はまろやかである。

## 参照
1. ↑  Nilson S & Persson O (1977). Fungi of Northern Europe 2: Gill-Fungi. Penguin. p. 22. ISBN 0-14-063006-6
2. ↑  Breitenbach J & Kränzlin F (1991). Fungi of Switzerland 3: Boletes & Agarics, 1st Part. ISBN 3-85604-230-X
3. 1 2  小宮山勝司、ヤマケイポケットガイド⑮『きのこ』、山と渓谷社、2000年、18頁
4. ↑  Arora, David (1986). Mushrooms demystified: a comprehensive guide to the fleshy fungi (2nd ed. ed.). Berkeley: Ten Speed Press. p. 114. ISBN 0-89815-169-4